# Sybra sikkimensis
Sybra sikkimensis là một loài bọ cánh cứng trong họ Cerambycidae.